# Oregon Route 241
Az Oregon Route 241 (OR-241) egy oregoni állami országút, amely kelet–nyugati irányban a U.S. Route 101 Bunker Hill-i csomópontjától az Alleganytől északkeletre fekvő Nesika Megyei Parkig halad.
A szakasz Coos Bay Highway No. 241 néven is ismert.

## Leírás
A szakasz Bunker Hillnél ágazik le a 101-es útról, majd kelet felé kanyarogva indul. A települést elhagyva átkel az Isthmus-csatornán, majd a D Streetet délről megközelítve az elágazásban újra kelet felé fut. A Catching-csatornát és a Coos-folyót keresztezve a pálya a vízfolyás keleti partján kanyarog tovább, majd Alleganyt elérve délkeletre fordul, ahol a Nesika Megyei Parknál ér véget.